# Régiments de cavalerie français d'Ancien Régime (Z)
Cet article présente la liste des régiments de cavalerie français d'Ancien Régime, commençant par la lettre Z.

## Régiment de Zillard cavalerie
- Régiment de Zillard cavalerie  

Ce régiment weimarien est admis à la solde de la France le 26 octobre 1635, sous le commandement du colonel Zillard. Dans le cadre de la guerre de Trente Ans il est envoyé en Lorraine puis en Flandre en 1638, en Picardie en 1640, participe à la bataille de Rocroi en 1643, passe en Allemagne, assiste à la bataille de Tuttlingen, retourne en Flandre en 1645, prend garnison à Armentières en 1646, puis à Courtrai en 1647. Il prend le nom de régiment de Beintz cavalerie après avoir été donné en 1648 à Georges Beintz.